# Соколка (остановочный пункт)
Соколка (бел. Саколка) — остановочный пункт в Гомельском районе на линии Гомель — Тереховка (н.п. — Зябровка).
Расположена примерно в 10 км от Гомеля в непосредственной близости от населённого пункта Зябровка. Через платформу проходят региональные линии экономкласса и городские поезда (пригородное сообщение) по направлению Гомель — Куток через Тереховку.